# Баптишта, Алба
А́лба Бапти́шта (порт. Alba Baptista, род. 10 июля 1997, Лиссабон) ― португальская актриса.

## Биография
Баптишта родилась в Лиссабоне, Португалия. Её мать-португалка познакомилась с её отцом, бразильским инженером из Рио-де-Жанейро, когда работала переводчицей в Бразилии. В дополнение к своему родному португальскому, Баптишта говорит на английском, испанском, французском и немецком языках.
В 16 лет Алба Баптишта начала свою карьеру в качестве главной героини короткометражного фильма Симао Каятте «Майами». За своё выступление она получила награду за лучшую женскую роль на фестивале Ibérico de Ciné. В последующие годы Алба сделала успешную карьеру в кино в Португалии, а также снялась в трёх популярных португальских сериалах. Её работы в кино включают: «Каминьос Магнетикос» Эдгара Пера, в котором она сыграла роль Катарины; и «Равноденствие» Иво Феррейры. В 2019 году она снялась в фильме «Патрик», режиссёрском дебюте Гонсало Уоддингтона, который участвовал в конкурсе на Международном кинофестивале в Сан-Себастьяне, где состоялась его премьера. Она снялась в художественном фильме 2020 года «Фатима» вместе с Харви Кейтелем, Сонией Брагой и Джоаной Рибейро. Алба снялась в главной роли Авы в сериале Netflix «Монахиня-воин», который вышел 2 июля 2020 года. Она представлена агентствами UTA Talents, Talent и Elite Lisbon.
В 2022 году она сыграла Наташу, музу Диора 1950-х годов, в фильме «Миссис Харрис едет в Париж».
9 сентября 2023 года вышла замуж за американского актёра Криса Эванса, пара сыграла свадьбу на частной домашней церемонии на Кейп-Коде в Массачусетсе.

## Фильмография

### Кино
| Год       | Русское название              | Оригинальное название     | Роль                   | Примечание       |
| --------- | ----------------------------- | ------------------------- | ---------------------- | ---------------- |
| 2012      | Утро вечера мудренее          | Amanhã é um Novo Dia      |                        | короткометражный |
| 2014      | Майами                        | Miami                     | Ракель                 | короткометражный |
| 2018      | Плавать                       | Flutuar                   |                        | короткометражный |
| 2018      | Левиано                       | Leviano                   | Carolina Paixão        |                  |
| 2018      | Равноденствие                 | Equinócio                 |                        | короткометражный |
| 2018      | Линии крови                   | Linhas de Sangue          | Elsa Schneider         |                  |
| 2018      | Магнитные пути                | Caminhos Magnétykos       | Катарина               |                  |
| 2018      | Летний фест                   | Summerfest                | Лаура                  | короткометражный |
| 2018      | Чёрный                        | Nero                      | Клара                  | короткометражный |
| 2019      | Запрещённые изображения       | Imagens Proibidas         | Catarina               |                  |
| 2019      | Патрик                        | Patrick                   | Марта                  |                  |
| 2020      | Фатима                        | Fatima                    | Senhora Lopes Daughter |                  |
| 2020—2022 | Монахиня-воин                 | Warrior Nun               | Ава Сильва             | сериал           |
| 2022      | Ребёнок                       | L'enfant                  | Бранка                 |                  |
| 2022      | Миссис Харрис едет в Париж    | Mrs. Harris Goes to Paris | Наташа                 |                  |
| 2022      | Никогда ничего не происходило | Nunca Nada Aconteceu      | Мария                  |                  |
| 2023      | Заклятие Амелии               | Amelia's Children         | Амелия                 |                  |
| 2025      | Ночь с психопатом             | Borderline                | Пенни                  |                  |
| TBA       | Вольтрон                      | Voltron                   |                        | съёмки           |